# シャルリーヌ・ファンスニック
シャルリーヌ・ファンスニック（Charline Van Snick 1990年9月2日- ）は、ベルギーのリエージュ州・サイーヴ出身の柔道選手。階級は48kg級と52kg級。身長157cm。60kg級の元世界2位であるセドリック・タイマンスをコーチに持つ。現在はFlam91クラブに所属している。

## 人物
6歳の時に柔道を始める。2009年のヨーロッパジュニアで優勝するが、世界ジュニアでは遠藤宏美に敗れるなどして5位に終わった。2010年1月にはワールドカップ・ソフィア決勝で遠藤を破ってシニアの国際大会での初優勝を飾った。4月のヨーロッパ選手権では3位となった。10月のグランプリ・ロッテルダムでは準決勝で日本の山岸絵美、決勝でも北京オリンピックで優勝したルーマニアのアリナ・ドゥミトルをそれぞれ一本で下して優勝を飾った。2011年2月のグランプリ・デュッセルドルフでは3回戦で再び山岸に一本勝ちするが、決勝で日本の福見友子から有効を取られて敗れた。8月の世界選手権では準決勝で再び福見に有効を取られて敗れると、3位決定戦でもハンガリーのチェルノビツキ・エーヴァに一本負けしてメダルを獲得することができなかった。12月のグランドスラム・東京では準々決勝でチェルノビツキを破るも、準決勝で世界チャンピオンの日本の浅見八瑠奈と対戦し(0－3)の判定の末、敗れた。
接近戦からの裏投、横落、浮落などを得意としているパワーファイターでありながら、国際大会に非常に強いこの階級の日本選手に対しても、2011年までのところは浅見と福見以外の選手に分がよいところを見せている。
2012年1月にはワールドマスターズに出場するが、準々決勝でイタリアのエレナ・モレッティに一本負けして5位に終わった。しかし2月にはグランプリ・デュッセルドルフに出場して、決勝で遠藤から朽木倒で技ありを取って優勝を果たした
。4月にはヨーロッパ選手権に出場するが、それまで4連勝していて相性のよかったドゥミトルに決勝で一本負けを喫して2位に終わった。
7月のロンドンオリンピックでは準決勝でブラジルのサラ・メネゼスの前に有効で敗れたが銅メダルを獲得している。
2013年の世界選手権では準決勝で浅見の体落の技ありで敗れたが3位になった。
約1年ぶりの復帰戦となった2014年9月のグランプリ・ザグレブでは3位だった。
2015年2月のグランプリ・デュッセルドルフで2度目の優勝を飾ると、6月にはヨーロッパ選手権を兼ねたヨーロッパ競技大会でも優勝した。だが、世界選手権では3回戦でアルゼンチンのパウラ・パレトの前に敗れた。
2016年のヨーロッパ選手権では2連覇を達成している。リオデジャネイロオリンピックでは2回戦で敗れた。
その後階級を52kg級に上げると、2017年3月のグランドスラム・バクーで3位になった。2018年の世界選手権では5位だった。
2021年7月に日本武道館で開催された東京オリンピックでは準々決勝でイタリアのオデッテ・ジュフリーダに敗れるなどして7位だった。
2024年1月には現役引退を表明した。

## ドーピング騒動
2013年10月14日にIJFは、ファンスニックが世界選手権後のドーピング検査でコカイン代謝物の陽性反応が出ていたことを明らかにした。それに対して、ファンスニックは無実であることを主張した。
10月29日にファンスニックは記者会見を開いて、改めて禁止薬物の摂取を否定するとともに、「自分を知っている者なら誰もがそんなことをするはずがないことを知っている」と語った。しかし2013年のヨーロッパ選手権までコーチを務めていたダミアーノ・マルティヌッツィは、ファンスニックの奔放な生活態度に危惧を抱いていたという。一方で、ルーヴェン・カトリック大学薬学部教授のヤン・ティトガットによる毛髪検査の結果も公表された。それによれば、検出されたコカイン代謝物は2013年8月10日から10月10日までに取り入れられたもので、コカイン常用者が示す値の200分の1以下となる1ミリグラムあたり2.3ピコグラムという極微量なものだった。これは、ファンスニックが意図せず間接的に摂取されたものであることを物語っており、少なくとも2011年6月から2013年8月10日までコカインを使用していないことをも示しているという。
しかしながら、11月30日にはBサンプルの追試でも1ミリリットル当たり276ナノグラムという微量ながらコカイン代謝物の検出が確認されることになった。
12月14日にファンスニックはIJFのヒアリングに出席すると、事情を説明して無実を訴えた。
2014年1月3日にIJFは、ファンスニックが2013年の世界選手権で獲得した銅メダルを剥奪するとともに、2015年10月15日まで2年間の大会出場停止処分に付すことを決定した。これに対してファンスニックは、この決定はあまりにも厳しすぎるのみならず不適切にも程があるとして、憤激の意を示した。さらに、毛髪検査が示すようにコカインは意図せず間接的に摂取されたものであり、自分は犠牲者であると述べて、スポーツ仲裁裁判所（CAS）に訴えて出場停止期間を最大限軽減させることに尽力する意向であることを表明した。
7月4日にCASはファンスニックの訴えを基本的に認めて、IJFによる2年間の出場停止処分の取り消しを認める裁決を下した。それによれば、ファンスニックがコカインを常用していたとは認められず、世界選手権の際に自発的に使用したとも考えにくい。悪意を持った第三者によって嵌められた可能性があるとした。但し、極微量ながらもコカインが検出されてドーピング禁止条項自体には抵触していることから、剥奪された世界選手権のメダルの返還に関しては認めなかった。
ファンスニックの弁護士によれば、ベルギーの司法当局は第三者がドーピングを仕掛けた可能性に関して調査の途上にあるとしている。ファンスニックが試合の合間に粉末飲料を摂取する習慣があることを熟知している何者かが、世界選手権の際にファンスニックが控え室を離れた隙にバッグの中の小箱に収められていた粉末にコカインを忍ばせた可能性があるという。袂を分かつことになったファンスニックの生活習慣をよく知る元コーチのダミアーノ・マルティヌッツィによる報復行為ではないかとの疑いも出ているが、ファンスニックは直接その名には言及していない。

## 主な戦績
48kg級での戦績
- 2008年 - ベルギージュニア国際　3位
- 2008年 -　ヨーロッパジュニア　3位
- 2009年 -　ベルギージュニア国際　優勝
- 2009年 -　ヨーロッパジュニア　優勝
- 2009年 -　世界ジュニア　5位
- 2009年 -　グランドスラム・東京　5位
- 2010年 -　ワールドカップ・ソフィア　優勝
- 2010年 -　ヨーロッパ選手権　3位
- 2010年 -　ワールドカップ・バーミンガム　優勝
- 2010年 -　グランプリ・ロッテルダム　優勝
- 2011年 -　グランドスラム・パリ　5位
- 2011年 -　グランプリ・デュッセルドルフ　2位
- 2011年 -　グランドスラム・リオ　3位
- 2011年 -　ワールドカップ・サンパウロ　優勝
- 2011年 -　世界選手権　5位
- 2011年 -　グランプリ・アムステルダム　優勝
- 2011年 -　グランドスラム・東京　3位
- 2011年 -　グランプリ・青島　優勝
- 2012年 -　ワールドマスターズ　5位
- 2012年 -　グランプリ・デュッセルドルフ　優勝
- 2012年 -　ヨーロッパ選手権　2位
- 2012年 -　グランドスラム・モスクワ　3位
- 2012年 -　ロンドンオリンピック　3位
- 2013年 -　ヨーロッパ選手権　2位
- 2013年 - ワールドマスターズ　5位
- 2013年 - 世界選手権 3位(後に失格)
- 2014年 -　グランプリ・ザグレブ　3位
- 2014年 - グランプリ・タシュケント　優勝
- 2015年 -　グランプリ・デュッセルドルフ　優勝
- 2015年 - グランドスラム・バクー　3位
- 2015年 - ヨーロッパ競技大会　優勝
- 2015年 - グランドスラム・パリ　2位
- 2016年 -　グランドスラム・パリ　5位
- 2016年 - ヨーロッパ選手権　優勝

52kg級での戦績
- 2017年 -　グランドスラム・バクー　3位
- 2017年 - アフリカオープン・カサブランカ　優勝
- 2017年 -　グランプリ・タシュケント　3位
- 2017年 - グランドスラム・アブダビ　優勝
- 2017年 - グランプリ・ハーグ 3位
- 2018年 -　グランドスラム・パリ　5位
- 2018年 -　グランドスラム・デュッセルドルフ　3位
- 2018年 - グランプリ・ザグレブ　3位
- 2018年 -　グランプリ・ブダペスト　2位
- 2018年 -　世界選手権　5位
- 2018年 -　グランプリ・ハーグ　優勝
- 2018年 -　ワールドマスターズ　3位
- 2019年 - グランドスラム・エカテリンブルグ　3位
- 2019年 - グランプリ・ザグレブ　3位
- 2020年 -　グランプリ・テルアビブ　3位
- 2020年 - ヨーロッパ選手権　3位
- 2021年 -　ワールドマスターズ　5位
- 2021年 -　グランドスラム・テルアビブ 5位
- 2021年 -　東京オリンピック　7位

(出典、JudoInside.com)　